# Stadler FLIRT
De Stadler FLIRT is een elektrisch, lichtgewicht treinstel van de Zwitserse firma Stadler Rail. Volgens de Duitse uitleg van Stadler was het een acroniem voor Flinker Leichter Innovativer Regionaltriebzug, volgens de Engelse stond het voor Fast Light Innovative Regional Train. Vanwege de ontwikkelingen aan het treintype is dit aangepast naar de Duitse Flinker Leichter Intercity- und Regional-Triebzug", of het Engelse Fast Light Intercity- and Regional-Train.

## Kenmerken
Kenmerken van de FLIRT zijn het snelle optrekken, de grote remkracht en het lage gewicht. De eerste versie kreeg een maximumsnelheid van 160 km/h.
De FLIRT is modulair, waardoor hij makkelijk aan te passen is aan de eisen en wensen van de klant. De aanpasbaarheid komt tot uiting in de maximumsnelheid (120 tot 200 km/h), de lengte (twee tot zes rijtuigen), de vloerhoogte (55 of 76 cm) en de voeding van de bovenleiding (25 kV/50 Hz en 15 kV/16,7 Hz wisselspanning, 3 kV en 1,5 kV gelijkspanning). De uiteinden van de rijtuigen rusten op jacobsdraaistellen, waardoor brede rijtuigovergangen mogelijk zijn. De aandrijving maakt gebruik van IGBT, die zich in de draaistellen van de kopbakken bevindt. Bij langere treinstellen en treinstellen met een hogere maximumsnelheid kan daarnaast een extra motor geplaatst worden in een draaistel in het midden van de trein.

## Geschiedenis

### Ontstaan
Stadler ontwikkelde de FLIRT voor een aanbesteding voor nieuwe regionale treinen van de Zwitserse SBB, die deze wilde gebruiken op S-Bahn-netwerken rond Zug en Basel. Hiermee won Stadler het van concurrent Bombardier, die een nieuwe variant aanbood van treinstellen die dit bedrijf al eerder voor dit doel aan de BLS leverde. Dit was het NiNa-ontwerp, van Niederflur-Nahverkehrszug, ofwel lagevloertrein voor lokaal verkeer, en door de BLS aangeduid als de RABe 525. De eerste treinstellen zijn in 2004 geleverd.

### Succes
De grote mate van modulariteit maakte het treintype populair bij verschillende spoorwegmaatschappijen in Europa, waardoor de trein op veel plaatsen te zien is op het Europese spoorwegnet. Op 22 november 2011 maakte Stadler Rail bekend dat met de order voor de bouw van acht 6-delige Flirt-treinstellen voor de Societá Automobilistica Dolomiti AG (SAD) er in totaal 707 treinen zijn verkocht.

### Flirt 3
Sinds 2013 worden Flirt-treinen geleverd met een nieuw ontwerp, dat bekendstaat als Flirt 3. Dit ontwerp was nodig, nadat de Europese Commissie nieuwe regels had opgesteld voor de botsveiligheid van treinen, de EN 15227-norm.

### WINK
De WINK – afkorting voor Wandelbarer, Innovativer Nahverkehrs-Kurzzug. De kracht van deze oplossing ligt in de grote flexibiliteit van de aandrijving: DMU met diesel, DMU met HVO, BMU als diesel met accu’s, elektrisch met accu of zelfs brandstofcellen zijn mogelijk.

#### Arriva Nederland
De nieuwe treinen voor Arriva Nederland zijn in een eerste fase ontworpen als bi-modale tweedelige treinstellen. Ze worden aangedreven door een Deutz-dieselmotor aangedreven door gehydrogeneerde plantaardige olie (HVO) en hebben ook batterijen om de remenergie op te slaan. Door de opgeslagen energie in de accu's kunnen de dieselmotoren in de stations worden uitgeschakeld met een langere levensduur.

## Inzet in Nederland
| Series                 | Afbeelding | Vervoerder             | In dienst gesteld | Aantal | Aantal rijtuigen                                                                 | Aandrijving                                                                             | Inzet                                                      | Opmerkingen             |
| ---------------------- | ---------- | ---------------------- | ----------------- | ------ | -------------------------------------------------------------------------------- | --------------------------------------------------------------------------------------- | ---------------------------------------------------------- | ----------------------- |
| NS FLIRT               |            | Nederlandse Spoorwegen | 2016-2017         | 58     | 3 en 4                                                                           | 1500 volt gelijkspanning                                                                | Hoofdrailnet, voornamelijk in Zuidoost-Nederland.          |                         |
| NS R-net FLIRT         |            | Nederlandse Spoorwegen | 2016              | 6      | 2                                                                                | 1500 volt gelijkspanning                                                                | Spoorlijn Gouda - Alphen aan den Rijn                      | In huisstijl van R-net. |
| Arriva FLIRT           |            | Arriva                 | 2016              | 15     | 2                                                                                | 1500 volt gelijkspanning                                                                | Limburg                                                    |                         |
| Arriva FLIRT           | -          | Arriva                 | 11                | 3      | 1500 volt gelijkspanning                                                         | Limburg                                                                                 | In dienst na elektrificatie Maaslijn                       |                         |
| Arriva FLIRT           | 2017-2020  | Arriva                 | 8                 | 3      | 1500 volt gelijkspanning, 3000 volt gelijkspanning, 15 kV 16,7 Hz wisselspanning | Limburg + verbinding Maastricht – Aken en later ook Maastricht – Luik (drielandentrein) | Voorbereid voor inzet op de treindienst Maastricht – Luik. |                         |
| Arriva WINK            |            | Arriva                 | 2020              | 18     | 2                                                                                | Hybride diesel-elektrisch / batterijen / 1500 volt gelijkspanning                       | De Noordelijke Nevenlijnen                                 |                         |
| Keolis Nederland FLIRT |            | Keolis                 | 2017              | 16     | 3 en 4                                                                           | 1500 volt gelijkspanning                                                                | Blauwnet (Zwolle – Enschede en Zwolle – Kampen)            |                         |
| Connexxion FLIRT       |            | Connexxion             | 2018              | 2      | 3                                                                                | 1500 volt gelijkspanning                                                                | Valleilijn                                                 | Overgenomen door Keolis |

## Inzet in overige landen
De treinstellen van het type FLIRT zijn geleverd in de volgende landen:

### Algerije
| Series   | Afbeelding | Vervoerder | In dienst gesteld | Aantal | Aantal rijtuigen | Aandrijving | Opmerkingen                            |
| -------- | ---------- | ---------- | ----------------- | ------ | ---------------- | ----------- | -------------------------------------- |
| SNTF 541 |            | SNTF       | 2008-2009         | 64     | 4                | 25 kV 50 Hz | Inzet op voorstadstreinen rond Algiers |

### Duitsland
Het treinstel kan overal in Duitsland gezien worden. 
| Series                      | Afbeelding                      | Vervoerder                                                                | In dienst gesteld | Aantal   | Aantal rijtuigen                                | Aandrijving                                                                     | Opmerkingen                                                                       |
| --------------------------- | ------------------------------- | ------------------------------------------------------------------------- | ----------------- | -------- | ----------------------------------------------- | ------------------------------------------------------------------------------- | --------------------------------------------------------------------------------- |
| ET 22                       |                                 | Abellio Rail                                                              | 2007              | 8        | 2                                               | 15 kV 16,7 Hz                                                                   | Inzet in Noordrijn-Westfalen                                                      |
| ET 23                       |                                 | Abellio Rail                                                              | 2007              | 9        | 3                                               | 15 kV 16,7 Hz                                                                   | Inzet in Noordrijn-Westfalen                                                      |
| ET 25 (2201-2213)           |                                 | VIAS GmbH                                                                 | 2016              | 13       | 5                                               | 15 kV 16,7 Hz                                                                   | Naar het Flirt 3-design Inzet in Noordrijn-Westfalen. Ex-Abellio                  |
| ET 25 (2301-2307)           | VIAS GmbH                       | 2017                                                                      | 7                 | 5        | 15 kV 16,7 Hz 25 kV 50 Hz 1500 V gelijkspanning | Naar het Flirt 3-design Inzet op de treindienst Arnhem – Düsseldorf. Ex-Abellio |                                                                                   |
| ET 25                       | VIAS GmbH                       | 2019                                                                      | 29                | 5        | 15 kV 16,7 Hz                                   | Naar het Flirt 3-design Inzet in S-Bahn Rijn-Ruhr. Ex-Abellio                   |                                                                                   |
| Baureihe 427                |                                 | BLB                                                                       | 2009              | 5        | 3                                               | 15 kV 16,7 Hz                                                                   |                                                                                   |
| Baureihe 427                |                                 | cantus                                                                    | 2006              | 14       | 3                                               | 15 kV 16,7 Hz                                                                   |                                                                                   |
| Baureihe 428                |                                 | cantus                                                                    | 2006              | 6        | 4                                               | 15 kV 16,7 Hz                                                                   |                                                                                   |
| Baureihe 429                |                                 | DB Regio                                                                  | 2007              | 5        | 5                                               | 15 kV 16,7 Hz                                                                   | Inzet in Mecklenburg-Voor-Pommeren op lijnen rond Rostock en Stralsund            |
| Baureihe 1428               |                                 | DB Regio AG Haard-Achse (NRW)                                             | 2014              | 14       | 4                                               | 15 kV 16,7 Hz                                                                   | Naar het Flirt 3-design Inzet op de Haard-as in Noordrijn-Westfalen               |
| Baureihe 1429               |                                 | DB Regio AG Rheinland-Pfalz                                               | 2014              | 28       | 5                                               | 15 kV 16,7 Hz                                                                   | Naar het Flirt 3-design Inzet in Rijnland-Palts                                   |
| Baureihe 428                |                                 | Eurobahn                                                                  | 2007              | 25       | 4                                               | 15 kV 16,7 Hz                                                                   |                                                                                   |
| Baureihe 428                |                                 | Eurobahn                                                                  | 2009              | 4        | 4                                               | 15 kV 16,7 Hz                                                                   | Enkele stellen in de Rhein-Ruhr-Express huisstijl                                 |
| Baureihe 429                |                                 | Eurobahn                                                                  | 2009              | 14       | 5                                               | 15 kV 16,7 Hz                                                                   | Enkele stellen in de Rhein-Ruhr-Express huisstijl                                 |
| Flirt 3                     |                                 | Go Ahead Verkehrsgesellschaft Deutschland GmbH                            | 2019              | 11 en 15 | 3 en 5                                          | 15 kV 16,7 Hz                                                                   | Stuttgarter Net 1, lot 2 (Rems – Fils)                                            |
| Flirt 3                     |                                 | Go Ahead Verkehrsgesellschaft Deutschland GmbH                            | 2019              | 9 en 10  | 4 en 6                                          | 15 kV 16,7 Hz                                                                   | Stuttgarter Net 1, lot 3 (Franken – Enz)                                          |
| Baureihe 427                |                                 | Hessische Landesbahn GmbH (HLB)                                           | 2010-2014         | 7        | 3                                               | 15 kV 16,7 Hz                                                                   |                                                                                   |
| Baureihe 429                | Hessische Landesbahn GmbH (HLB) | 2010                                                                      | 6                 | 5        | 15 kV 16,7 Hz                                   |                                                                                 |                                                                                   |
| Flirt 3 ET 4.01-08          |                                 | Keolis                                                                    | 2017              | 8        | 5                                               | 1500 volt / 3000 volt = en 15 kV / 25 kV ~~                                     | Inzet Hengelo – Bielefeld                                                         |
| Baureihe 1429 Baureihe 1430 |                                 | Nordbahn Eisenbahngesellschaft (NBE) Schleswig-Holstein: Netz Mitte Los B | 2014              | 15       | 5-6                                             | 15 kV 16,7 Hz                                                                   | Naar het Flirt 3-design                                                           |
| RABe 521                    |                                 | SBB GmbH                                                                  | 2006              | 9        | 4                                               | 15 kV 16,7 Hz                                                                   | Voor 2011 bekend als RABe 526 Inzet op de enkele lijnen van de Regio S-Bahn Basel |
| ET 300                      |                                 | VIAS GmbH                                                                 | 2010              | 5        | 3                                               | 15 kV 16,7 Hz                                                                   |                                                                                   |
| ET 400                      |                                 | VIAS GmbH                                                                 | 2010              | 14       | 4                                               | 15 kV 16,7 Hz                                                                   |                                                                                   |
| ET 301                      |                                 | MERIDIAN                                                                  | 2013              | 28       | 6                                               | 15 kV 16,7 Hz                                                                   | Naar het Flirt 3-design                                                           |
| ET 351                      |                                 | MERIDIAN                                                                  | 2013              | 7        | 3                                               | 15 kV 16,7 Hz                                                                   | Naar het Flirt 3-design                                                           |
| ET 3                        |                                 | Westfalenbahn                                                             | 2007              | 14       | 3                                               | 15 kV 16,7 Hz                                                                   | Teutoburgerwaldnetz per 10 december 2017 naar Keolis                              |
| ET 5                        |                                 | Westfalenbahn                                                             | 2007              | 5        | 5                                               | 15 kV 16,7 Hz                                                                   | Teutoburgerwaldnetz per 10 december 2017 naar Keolis                              |
| ET 4                        |                                 | Westfalenbahn                                                             | 2015              | 15       | 4                                               | 15 kV 16,7 Hz                                                                   | Flirt 3-design Inzet: Emslandstrecke                                              |

### Estland
| Series         | Afbeelding | Vervoerder | In dienst gesteld | Aantal | Aantal rijtuigen | Aandrijving           | Opmerkingen |
| -------------- | ---------- | ---------- | ----------------- | ------ | ---------------- | --------------------- | ----------- |
| 2200 2300 2400 |            | Elron (ER) | 2013-2014         | 20     | 2, 3 en 4        | Dieselelektrisch      | Breedspoor  |
| 1300 1400      |            | Elron (ER) | 2013-2014         | 18     | 3-4              | 3000 V Gelijkspanning | Breedspoor  |

### Finland
| Series | Afbeelding | Vervoerder     | In dienst gesteld | Aantal | Aantal rijtuigen | Aandrijving | Opmerkingen |
| ------ | ---------- | -------------- | ----------------- | ------ | ---------------- | ----------- | ----------- |
| VR Sm5 |            | Junakalusto Oy | 2009, 2012, 2014  | 81     | 4                | 25 kV 50 Hz | Breedspoor  |
| VR Sm7 |            | VR-Yhtymä      |                   | 20     | 4                | 25 kV 50 Hz | Breedspoor  |

### Hongarije
| Series     | Afbeelding | Vervoerder                          | In dienst gesteld                     | Aantal | Aantal rijtuigen | Aandrijving | Opmerkingen |
| ---------- | ---------- | ----------------------------------- | ------------------------------------- | ------ | ---------------- | ----------- | ----------- |
| MÁV 5341   |            | Magyar Államvasutak (MÁV)           | 2007, 2009/2010, 2014/2015, 2015/2016 | 123    | 4                | 25 kV 50 Hz |             |
| GySEV 6341 |            | Győr-Sopron-Ebenfurti Vasút (GySEV) | 2014-2015                             | 10     | 4                | 25 kV 50 Hz |             |

### Italië
| Series  | Afbeelding | Vervoerder                 | In dienst gesteld | Aantal | Aantal rijtuigen | Aandrijving                                  | Opmerkingen                                         |
| ------- | ---------- | -------------------------- | ----------------- | ------ | ---------------- | -------------------------------------------- | --------------------------------------------------- |
| ETR 350 |            | FER                        | 2011-2013         | 32     | 5                | 3000 volt gelijkspanning                     | De draaistellen zijn door AnsaldoBreda vervaardigd. |
| ETR 155 |            | SAD                        | 2008              | 4      | 4                | 15 kV 16,7 Hz 3000 volt gelijkspanning       |                                                     |
| ETR 170 |            | SAD                        | 2008              | 4      | 6                | 15 kV 16,7 Hz 3000 volt gelijkspanning       |                                                     |
| ETR 340 |            | ST                         | 2009, 2011        | 22     | 4-6              | 3000 volt gelijkspanning                     | De draaistellen zijn door AnsaldoBreda vervaardigd  |
| ETR 330 |            | Ferrovie del Gargano (FdG) | 2009-2012         | 10     | 3-4              | 3000 volt gelijkspanning                     |                                                     |
| ETR 340 |            | Ferrotramviaria (FT)       | 2009, 2010        | 4      | 4                | 3000 volt gelijkspanning                     |                                                     |
| ETR xxx |            | Region Aostatal            | 2016              | 3      | 5                | Dieselelektrisch en 3000 volt gelijkspanning | Naar het Flirt 3-design                             |

### Noorwegen
| Series | Afbeelding | Vervoerder | In dienst gesteld   | Aantal          | Aantal rijtuigen                | Aandrijving   | Opmerkingen          |
| ------ | ---------- | ---------- | ------------------- | --------------- | ------------------------------- | ------------- | -------------------- |
| BM 74  |            | Vy         | 2011-2012, 2014     | 37 (1 gesloopt) | 5                               | 15 kV 16,7 Hz | Met afwijkend design |
| BM 75  |            | Vy         | 2010-2015 2016-2018 | 70 26           | 5                               | 15 kV 16,7 Hz | Met afwijkend design |
| BM 76  |            | SJ Nord    | 2020-2022           | 14              | 5 (met powerpack in het midden) | 15 kV 16,7 Hz | Met afwijkend design |

### Oekraïne
| Series | Afbeelding | Vervoerder | In dienst gesteld | Aantal           | Aantal rijtuigen | Aandrijving   | Opmerkingen          |
| ------ | ---------- | ---------- | ----------------- | ---------------- | ---------------- | ------------- | -------------------- |
|        |            | УЗ(UZ)     | 2011-2012, 2014   | 1, meer verwacht | 4                | 3kV= & 25 kV~ | Met afwijkend design |

### Polen
| Series     | Afbeelding | Vervoerder    | In dienst gesteld | Aantal | Aantal rijtuigen | Aandrijving              | Opmerkingen         |
| ---------- | ---------- | ------------- | ----------------- | ------ | ---------------- | ------------------------ | ------------------- |
| PKP EN 75  |            | PKP           | 2008              | 4      | 4                | 3000 volt gelijkspanning |                     |
| KM ER 75   |            | KM            | 2008              | 10     | 4                | 3000 volt gelijkspanning |                     |
| ŁKA EN 75  |            | ŁKA           | 2015              | 20     | 2                | 3000 volt gelijkspanning | Naar Flirt 3-design |
| PKP ED 160 |            | PKP Intercity | 2015              | 20     | 8                | 3000 volt gelijkspanning | Naar Flirt 3-design |

### Servië
| Series | Afbeelding | Vervoerder            | In dienst gesteld | Aantal | Aantal rijtuigen | Aandrijving | Opmerkingen         |
| ------ | ---------- | --------------------- | ----------------- | ------ | ---------------- | ----------- | ------------------- |
| ŽS 413 |            | Železnice Srbije (ŽS) | 2014              | 21     | 4                | 25 kV 50 Hz | Naar Flirt 3-design |

### Tsjechië
| Series      | Afbeelding | Vervoerder  | In dienst gesteld | Aantal | Aantal rijtuigen | Aandrijving              | Opmerkingen                                                   |
| ----------- | ---------- | ----------- | ----------------- | ------ | ---------------- | ------------------------ | ------------------------------------------------------------- |
| LEO Express |            | LEO Express | 2012              | 5      | 5                | 3000 volt gelijkspanning | Inzet op de trajecten * Praag – Ostrava * Praag – Staré Město |

### Verenigd Koninkrijk
| Series         | Afbeelding | Vervoerder     | In dienst gesteld | Aantal | Aantal rijtuigen                        | Aandrijving            | Opmerkingen |
| -------------- | ---------- | -------------- | ----------------- | ------ | --------------------------------------- | ---------------------- | ----------- |
| Class 745, 755 |            | Greater Anglia | 2019              | 24     | 10                                      | 25 kV 50 Hz elektrisch |             |
| Class 745, 755 | 24 14      | Greater Anglia | 2019              | 4 3    | Hybrid 25 kV 50 Hz met Dieselelektrisch |                        |             |

### Verenigde Staten
| Series  | Afbeelding | Vervoerder                                     | In dienst gesteld | Aantal | Aantal rijtuigen | Aandrijving      | Opmerkingen |
| ------- | ---------- | ---------------------------------------------- | ----------------- | ------ | ---------------- | ---------------- | ----------- |
| Flirt 3 |            | Fort Worth Transportation Authority (TEX Rail) | 2017-2018         | 8      | 4                | Dieselelektrisch |             |
| Flirt 3 |            | San Bernardino County Transportation Authority | 2021              | 3      | 2                | Dieselelektrisch |             |

### Wit-Rusland
| Series | Afbeelding | Vervoerder                            | In dienst gesteld | Aantal | Aantal rijtuigen | Aandrijving | Opmerkingen |
| ------ | ---------- | ------------------------------------- | ----------------- | ------ | ---------------- | ----------- | ----------- |
| EPg    |            | Belaroeskaja Tsjyhoenka (BCh) of (BC) | 2011-2012         | 10     | 4                | 25 kV 50 Hz | Breedspoor  |

### Zweden
| Series | Afbeelding | Vervoerder | In dienst gesteld | Aantal | Aantal rijtuigen | Aandrijving   | Opmerkingen                                                  |
| ------ | ---------- | ---------- | ----------------- | ------ | ---------------- | ------------- | ------------------------------------------------------------ |
| X 74   |            | MTR        | 2015              | 6      | 5                | 15 kV 16,7 Hz | Afgeleid van BM 74 Inzet op het traject Stockholm – Göteborg |

### Zwitserland
| Series                    | Afbeelding | Vervoerder                              | In dienst gesteld                            | Aantal         | Aantal rijtuigen | Aandrijving                            | Opmerkingen |
| ------------------------- | ---------- | --------------------------------------- | -------------------------------------------- | -------------- | ---------------- | -------------------------------------- | --- |
| RABe 528 FLIRT-3 BLS MIKA |            | BLS                                     | 2021-2026                                    | 58             | 6                | 15 kV 16,7 Hz                          | 30 voor Regio Express-Verkehr en 28 voor S-Bahn BernTevens inzet op IR 66 Bern–Neuchâtel–La Chaux-de-Fonds |
| RABe 521                  |            | SBB                                     | 2004-2006                                    | 30             | 4                | 15 kV 16,7 Hz                          | Inzet op S-Bahn rond Basel en Zug |
| RABe 522                  |            | SBB                                     | 2011-2012 2017-2019                          | 14 23          | 4                | 15 kV 16,7 Hz, 25 kV 50 Hz             | FLIRT France |
| RABe 523                  |            | SBB                                     | 2004-2005 2009-2010 2007-2009 2012-2017 2017 | 12 19 12* 30 4 | 4                | 15 kV 16,7 Hz                          | *12 stellen hernummerd uit de serie RABe 522, deze stellen zijn ook geschikt voor 25 kV 50 Hz |
| RABe 523.1 FLIRT-3        |            | SBB                                     | 2021                                         | 14             | 4                | 15 kV 16,7 Hz                          | Voor diensten in de RER-net in kanton Vaud, omgeving Lausanne, Montreux en Vevey, Tijdelijk ook inzet van enkele treinstellen in kanton Ticino op treinen die niet verder dan Chiasso gaan.                                                          |
| RABe 524.0                |            | Treni Regionali Ticino Lombardia (TILO) | 2007, 2013-2014                              | 23             | 4                | 15 kV 16,7 Hz 3000 volt gelijkspanning | Inzet in Ticino en op de verbindingen Ticino – Milaan |
| RABe 524.1                |            | Treni Regionali Ticino Lombardia (TILO) | 2010-2011 2014                               | 11 6           | 6                | 15 kV 16,7 Hz 3000 volt gelijkspanning | Inzet in Ticino en op de verbindingen Ticino – Milaan |
| RABe 524.3 FLIRT-3        |            | Treni Regionali Ticino Lombardia (TILO) | 2020                                         | 14             | 6                | 15 kV 16,7 Hz 3000 volt gelijkspanning | Inzet in Ticino en op de verbindingen Ticino – Milaan |
| RABe 526                  |            | SOB                                     | 2007-2008, 2012-2013 2019-2021               | 23 10          | 4 4              | 15 kV 16,7 Hz                          | FLIRT 1-2 design voor s-bahn FLIRT-3 design met vernieuwde kop. Versterking van SOB TRAVERSO diensten en voor S-bahn diensten |
| RABe 526.1 FLIRT-3        |            | SOB                                     | 2019 2020 2021                               | 6 11 7         | 8                | 15 kV 16,7 Hz                          | SOB TRAVERSO inzetgebied: Luzern-Arth Goldau-Pfäffikon-Herisau-St. Gallen(VorAlpenExpress), Bern-Zürich-Thalwil-Pfäffikon-Chur(IR 35, Aare Linth) en Basel-Luzern/Zürich-Arth Goldau-Erstfeld-Airolo-Bellinzona-Locarno(IR 26/IR 46, Treno Gottardo) |
| RABe 527                  |            | TRN                                     | 2007, 2010                                   | 3              | 4                | 15 kV 16,7 Hz                          | |
| RABe 527                  |            | TPF                                     | 2011-2012                                    | 8              | 4                | 15 kV 16,7 Hz                          | |